# حافظ الأسد
حافظ الأسد (06 أكتوبر 1930 – 10 يونيو 2000) سياسي وضابط عسكري سوري، شغل منصب رئيس سوريا منذ عام 1971 وحتى وفاته في عام 2000. كما شغل منصب رئيس وزراء سوريا من عام 1970 إلى 1971، وكان الأمين القطري للقيادة القطرية للفرع السوري لحزب البعث العربي الاشتراكي والأمين العام للقيادة القومية لحزب البعث من عام 1970 حتى 2000. كان حافظ الأسد أحد المشاركين الرئيسيين في انقلاب عام 1963 في سوريا، الذي أدى إلى وصول الفرع السوري لحزب البعث العربي الاشتراكي إلى السلطة في البلاد، وهي السلطة التي استمرت حتى سقوط النظام في عام 2024، والذي كان يقوده آنذاك ابنه بشار.
عينت القيادة الجديدة حافظ الأسد قائدًا للقوات الجوية السورية. وفي فبراير 1966 شارك في انقلاب ثانٍ أطاح بالقادة التقليديين لحزب البعث وعين وزيرًا للدفاع في الحكومة الجديدة. وبعد أربع سنوات، قاد الأسد انقلابًا ثالثًا أطاح بالزعيم الفعلي صلاح جديد، وعيّن نفسه قائدًا لسوريا. فرض الأسد تغييرات عديدة على السياسة الخارجية البعثية بعد استيلائه على السلطة، مثل التخلي عن سياسة تصدير "الثورة الاشتراكية" التي كان يتبعها صلاح جديد، وتعزيز العلاقات الخارجية لسوريا مع دول كانت تعتبرها القيادة السابقة "رجعية". وقف الأسد إلى جانب الاتحاد السوفيتي ودول الكتلة الشرقية خلال الحرب الباردة مقابل الحصول على دعم ضد إسرائيل، وبينما تخلّى عن فكرة الوحدة العربية لتوحيد العالم العربي في أمة واحدة، سعى لتصوير سوريا كداعم للفلسطينيين ضد إسرائيل.
عند وصوله إلى السلطة، نظم الدولة على أسس طائفية، حيث أصبح السنة وغير العلويين مجرد رموز في المؤسسات السياسية، بينما سيطر العلويون على الجيش والمخابرات والبيروقراطية وأجهزة الأمن. تم تقليص سلطة صنع القرار البعثية التي كانت جماعية في السابق ومنحها للرئيس. توقفت الحكومة السورية عن أن تكون نظامًا حزبيًا بالمعنى المعتاد للكلمة، وتحولت إلى ديكتاتورية حزبية واحدة مع رئاسة قوية. وللحفاظ على هذا النظام، أسس عبادة شخصية حوله وحول عائلته ثم دمج عبادة الشخصية لعائلة الأسد مع العقيدة البعثية لتشكيل الأيديولوجية الرسمية للدولة.
أمر الأسد بالتدخل في لبنان عام 1976، مما أدى إلى الوصاية السورية على لبنان. خلال فترة حكمه، قمع نظامه انتفاضة إسلامية قادتها جماعة الإخوان المسلمين السورية عبر سلسلة من الحملات القمعية التي بلغت ذروتها في مجزرة حماة، التي أدت إلى تدمير ثلثي مدينة حماة.
بعد أن عزز سلطته الشخصية على الحكومة السورية، بدأ الأسد بالبحث عن خليفة له. كان اختياره الأول هو شقيقه رفعت، ولكن رفعت حاول الاستيلاء على السلطة في الفترة بين 1983 و1984 حين كانت صحة حافظ موضع شك. تم نفي رفعت عندما تحسنت صحة الأسد. كان اختيار الأسد التالي لخليفته هو ابنه الأكبر باسل. ومع ذلك، توفي باسل في حادث سيارة في عام 1994، فاتجه الأسد إلى خياره الثالث، ابنه الأصغر بشار، الذي كان في ذلك الوقت طالبًا في كلية الطب في المملكة المتحدة ولا يمتلك خبرة سياسية. واجه تعيين عضو من عائلته خليفة له انتقادات في بعض أوساط الطبقة الحاكمة السورية، لكن الأسد أصر على خطته وعزل المسؤولين الذين عارضوا هذا التوريث.
توفي حافظ الأسد في يونيو 2000، وخلفه بشار كرئيس، استمر بشار في منصبه حتى تم الإطاحة به في ديسمبر 2024 على يد هيئة تحرير الشام والفصائل المعارضة المسلَّحة، فر بشار من البلاد بعد عملية عسكرية استمرت 12 يوماً أطلقت عليها "ردع العدوان" توجت بدخول العاصمة دمشق، منهية بذلك 61 عامًا من حكم الحزب، و53 عامًا من حكم عائلة الأسد.

## حياته

### النشأة
وُلد حافظ الأسد في 6 أكتوبر 1930 في بلدة القرداحة شمال غرب سوريا، لعائلة علوية فقيرة من الطائفة العلوية. كان جده لأبيه، سليمان الوحش، قد لُقّب بـ"الوحش" نظرًا لقوته الجسدية. أما والدا حافظ فهما: ناعسة شاليش وعلي الأسد. تزوّج والده مرتين وأنجب أحد عشر ولدًا، وكان حافظ الابن التاسع والرابع من زواجه الثاني.
بحلول عشرينيات القرن الماضي، أصبح علي سليمان شخصية محلية محترمة، وكان في البداية من الرافضين للانتداب الفرنسي على سوريا ولبنان، وهو انتداب فرضته عصبة الأمم رسميًا عام 1923. ومع ذلك، تعاون لاحقًا مع الإدارة الفرنسية، وعُيّن في منصب رسمي.

### التعليم والمسيرة السياسية المبكرة

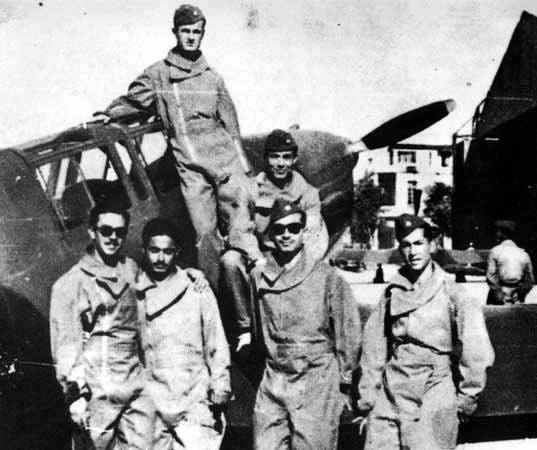
حافظ الأسد عندما كان طالبا بالكلية الجوية بحلب

أتم تعليمه الأساسي في مدرسة قريته التي أنشأها الفرنسيون عندما أدخلوا التعليم إلى القرى النائية وكان أول من نال تعليمًا رسميًا في عائلته، ثم انتقل إلى مدينة اللاذقية حيث أتم تعليمه الثانوي في مدرسة الشهيد جول جمال ونال شهادة الفرع العلمي، لكنه لم يتمكن من دخول كلية الطب في جامعة القديس يوسف في بيروت كما كان يتمنى لتردي أوضاعه المادية والاجتماعية لذا التحق بالأكاديمية العسكرية في حمص عام 1952، ومن ثم التحق بالكلية الجوية ليتخرج منها بدرجة بكالوريوس علوم الطيران الحربي برتبة ملازم طيار عام 1955 ليشارك بعدها ببطولة الألعاب الجوية ويفوز بها.
انضم لحزب البعث عام 1946 عندما شكّل رسميًا أول فرع له في اللاذقية. كما اهتم بالتنظيمات الطلابية حيث كان رئيس فرع الاتحاد الوطني للطلبة في محافظة اللاذقية، ثم رئيسًا لاتحاد الطلبة في سوريا.
بعد سقوط حكم العقيد أديب الشيشكلي واغتيال العقيد البعثي عدنان المالكي إنحسم الصراع الدائر بين الحزب السوري القومي الاجتماعي وحزب البعث العربي الإشتراكي لصالح البعثيين مما سمح بزيادة نشاطهم وحصولهم على امتيازات استفاد منها هو، حيث اُختير للذهاب إلى مصر للتدرب على قيادة الطائرات النفاثة ومن ثم أرسل إلى الاتحاد السوفيتي ليتلقى تدريبًا إضافيًا على الطيران الليلي بطائرات ميج 15 وميج 17 والتي كان قد تزود بها القوات الجوية العربية السورية.
انتقل لدى قيام الوحدة بين سوريا ومصر مع سرب القتال الليلي التابع للقوات الجوية العربية السورية للخدمة في القاهرة، وكان حينها برتبة نقيب طيار. ولم يتقبل مع عدد من رفاقه قرار قيادة حزب البعث بحل الحزب عام 1958 استجابة لشروط الرئيس المصري جمال عبد الناصر لتحقيق الوحدة. فقاموا بتشكيل تنظيم عسكري بعثي سري عام 1960 عرف باللجنة العسكرية بحزب البعث السوري (التي حكمت سوريا فيما بعد) وكان لها دور بارز في الانقلابات التي حدثت في مطلع الستينات.

## مسيرته في القوات الجوية: 1950-1958
كان الأسد يطمح لأن يصبح طبيبًا بعد تخرجه من المدرسة الثانوية، إلا أن والده لم يتمكن من توفير تكاليف دراسته في الجامعة اليسوعية سانت جوزيف في بيروت. لذا، قرر في عام 1950 الالتحاق بالقوات المسلحة السورية، فالتحق بالأكاديمية العسكرية في حمص التي وفرت له السكن والطعام بالإضافة إلى راتب شهري. ثم التحق في نفس العام بمدرسة الطيران في حلب رغبةً في أن يصبح طيارًا.
تخرج الأسد عام 1955، وحصل بعدها على رتبة ملازم في القوات الجوية السورية. كما حاز على جائزة أفضل طيار بعد تخرجه من مدرسة الطيران، عُين بعد ذلك في قاعدة المزة الجوية قرب دمشق. تزوج عام 1957 من أنيسة مخلوف، وهي قريبة بعيدة من عائلة مخلوف ذات النفوذ.
في عام 1955، شهد الجيش انقسامًا تمرديًا ضد الرئيس أديب الشيشكلي. عاد هاشم الأتاسي، رئيس الكتلة الوطنية والرئيس المؤقت إلى الحكم بعد انقلاب سامي الحناوي، وعادت سوريا تحت سلطة مدنية. إلا أن وضع الأتاسي في البلاد أصبح هشًا مع مرور الوقت. ونتيجة للانتخابات في نفس العام، تم استبداله بشكري القوتلي، الذي سبق له أن ترأس سوريا قبل استقلالها عن فرنسا. اقترب حزب البعث من الحزب الشيوعي، ليس لتقارب أيديولوجي، بل بسبب موقفهما المشترك المعارض للغرب. تعرف الأسد على مصطفى طلاس خلال دراسته في الأكاديمية، والذي تولى لاحقًا منصب وزير الدفاع.
في عام 1955، أُرسل الأسد إلى مصر لاستكمال تدريبٍ عسكري دام ستة أشهر. وعندما أمم جمال عبد الناصر قناة السويس في عام 1956، خشيت سوريا من رد فعل عسكري بريطاني، وشارك الأسد في مهمة دفاع جوي. وكان من بين الطيارين السوريين الذين توجهوا إلى القاهرة لإظهار تضامن سوريا مع مصر. وبعد إكمال دورة تدريبية في مصر في العام التالي، عاد الأسد إلى قاعدة جوية صغيرة قرب دمشق. وخلال أزمة السويس، نفّذ أيضًا مهمة استطلاعية فوق شمال وشرق سوريا. وفي عام 1957، أُرسل الأسد، بصفته قائدًا لسرب طيران، إلى الاتحاد السوفيتي للتدرب على قيادة طائرات ميغ-17. قضى عشرة أشهر هناك، وخلال هذه الفترة أنجبت زوجته طفلة تُوفيت وهي رضيعة أثناء وجوده في الخارج.
في عام 1958، توحدت سوريا ومصر لتشكّلا الجمهورية العربية المتحدة، منهيةً علاقاتهما مع العراق وإيران وباكستان وتركيا، التي كانت متحالفة مع المملكة المتحدة. أدى هذا التحالف إلى إقصاء النفوذ الشيوعي، وتفضيل السيطرة المصرية على سوريا. وتم حلّ جميع الأحزاب السياسية السورية، بما في ذلك حزب البعث، كما طُرد عدد من الضباط الكبار، خصوصًا من كانوا يُعرفون بتأييدهم للشيوعيين، من الجيش السوري. ومع ذلك، بقي الأسد في الخدمة العسكرية، وترقّى بسرعة في الرتب. وبعد أن وصل إلى رتبة نقيب، نُقل إلى مصر لمتابعة دراسته العسكرية، إلى جانب الرئيس المصري المستقبلي حسني مبارك.

## ما قبل انقلاب عام 1963: 1958-1963
لم يكتفي الأسد بمسيرته العسكرية المهنية، بل كان يعتبرها بوابةً إلى العمل السياسي.[25] وبعد قيام الجمهورية العربية المتحدة، أُجبر ميشيل عفلق (زعيم حزب البعث) من قبل جمال عبد الناصر على حل الحزب. مرّ حزب البعث بأزمة داخلية خلال فترة وجود الجمهورية، حمّل العديد من أعضائه، ومعظمهم من الشباب، المسؤولية فيها لعفلق. ولإحياء الفرع الإقليمي السوري للحزب، أسس محمد عمران، وصلاح جديد، وحافظ الأسد، وآخرون "اللجنة العسكرية". وفي الفترة بين عامي 1957 و1958، أصبح للأسد دور بارز في اللجنة العسكرية، وهو ما خفف من أثر نقله إلى مصر.
بعد انسحاب سوريا من الجمهورية العربية المتحدة في سبتمبر 1961، أُقيل الأسد وعدد من الضباط البعثيين من الجيش بقرار من الحكومة الجديدة في دمشق، وتم تعيينه في منصب إداري ثانوي في وزارة النقل.
شارك الأسد بدور محدود في محاولة الانقلاب العسكري الفاشلة عام 1962، وقد اعتُقل في لبنان وأُعيد لاحقًا إلى سوريا. وفي ذلك العام، عقد عفلق المؤتمر القومي الخامس لحزب البعث، حيث أُعيد انتخابه أمينًا عامًا للقيادة القومية، وأمر بإعادة تأسيس الفرع الإقليمي السوري للحزب. وخلال المؤتمر، أقامت اللجنة العسكرية، عبر محمد عمران، اتصالات مع عفلق والقيادة المدنية للحزب. وقد طلبت اللجنة إذنًا بالاستيلاء على السلطة بالقوة، فوافق عفلق على المؤامرة. وبعد نجاح انقلاب فرع الحزب الإقليمي في العراق، سارعت اللجنة العسكرية لعقد اجتماع طارئ من أجل تنفيذ انقلاب عسكري بعثي في سوريا في مارس 1963 ضد الرئيس ناظم القدسي، وهو انقلاب ساهم الأسد في التخطيط له.
كان من المقرر تنفيذ الانقلاب في 7 مارس، لكنه أُجّل إلى اليوم التالي. وخلال العملية، قاد الأسد مجموعة صغيرة للسيطرة على قاعدة الضمير الجوية، الواقعة على بعد 40 كيلومترًا شمال شرق دمشق. وكانت مجموعته الوحيدة التي واجهت مقاومة مسلحة. إذ صدرت أوامر لبعض الطائرات في القاعدة بقصف الانقلابيين، ما دفع الأسد إلى الإسراع للوصول إلى القاعدة قبل الفجر. لكن استسلام اللواء المدرع السبعين استغرق وقتًا أطول مما كان متوقعًا، مما أدى إلى وصوله في وضح النهار. وعندما هدّد الأسد قائد القاعدة بالقصف، دخل الطرفان في مفاوضات انتهت باستسلام القاعدة؛ وقد ادّعى الأسد لاحقًا أن القاعدة كان بإمكانها الصمود في وجه قواته.

## انقلاب 1963

شعار حزب البعث العربي الإشتراكي

قام حزب البعث بالتعاون مع عدد من الأحزاب في سوريا بالتوقيع على وثيقة الانفصال في عام 1961، وعلى إثر ذلك اعتُقل مع عدد من رفاقه في اللجنة العسكرية في مصر لمدة 44 يومًا، وأطلق سراحهم بعد ذلك وأُعِيدوا إلى سوريا في إطار عملية تبادل مع ضباط مصريين كانوا قد احتُجزوا في سوريا. وقد أُبعد بعد عودته عن القوات المسلحة العربية السورية لموقفه الرافض للانفصال وأُحيل إلى الخدمة المدنية في إحدى الوزارات.

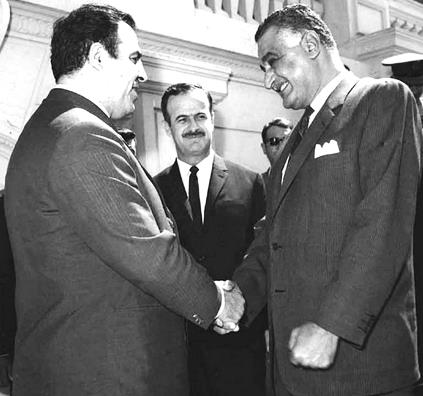
حافظ الأسد بجانب الرئيس المصري وزعيم القومية العربية جمال عبدالناصر

وبعد أن استولى حزب البعث العربي الاشتراكي على الحكم في سوريا فيما عُرف باسم ثورة الثامن من آذار، أعيد إلى الخدمة من قبل صديقه ورفيقه في اللجنة العسكرية مدير إدارة شؤون الضباط بوزارة الدفاع السورية آنذاك المقدم صلاح جديد، ورُقّي بعدها في عام 1964 من رتبة مقدم طيار إلى رتبة لواء طيار دفعة واحدة، وعُيّن قائدًا للقوى الجوية والدفاع الجوي. وبدأت اللجنة العسكرية بتعزيز نفوذها وكانت مهمته توسيع شبكة مؤيدي وأنصار حزب البعث في القوات المسلحة السورية. وقامت اللجنة العسكرية في 23 شباط 1966 بقيادة صلاح جديد ومشاركة منه بالانقلاب على القيادة القومية لحزب البعث والتي ضمت آنذاك مؤسس الحزب ميشيل عفلق ورئيس الجمهورية أمين الحافظ لصالح القيادة القطرية لحزب البعث ليتخلى بعدها صلاح جديد عن رتبته العسكرية لإكمال السيطرة على حزب البعث وحكم سوريا، بينما تولى اللواء الطيار حافظ الأسد وزارة الدفاع السورية.

## انقلاب 1970

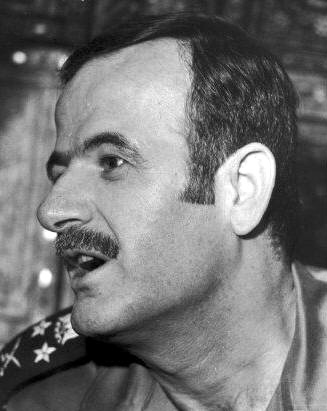
حافظ الأسد تسلم قيادة الحزب والدولة إبان الحركة التصحيحة عام 1970

بدأت الخلافات بالظهور بينه وصلاح جديد بعد الهزيمة في حرب 1967، حيث انتقد صلاح جديد أداء وزارة الدفاع خلال الحرب وخاصة القرار بسحب الجيش وإعلان سقوط القنيطرة بيد إسرائيل، بالإضافة إلى تأخر غير مفهوم للقوات الجوية العربية السورية في دعم نظيرتها الأردنية مما أدى إلى تحميله مسؤولية الهزيمة. تفاقمت هذه الخلافات مع توجه صلاح جديد نحو خوض حرب طويلة مع إسرائيل، بينما عارض الأسد ذلك لإدراكه أن القوات المسلحة لم تكن مؤهلة لمثل هذه الحرب خاصة بعد موجة التسريحات التي أتبعت انقلاب 8 آذار 1963 والتي طالت ضباطًا في الجيش من غير البعثيين. وصلت الخلافات بينهما إلى أوجها خلال أحداث أيلول الأسود في الأردن عام 1970، حيث أرسل صلاح جديد الجيش العربي السوري لدعم الفلسطينيين، لكن وزير الدفاع الفريق الطيار حافظ الأسد امتنع عن تقديم التغطية الجوية للقوات البرية السورية وتسبب في إفشال مهمته. وعلى إثر ذلك قام صلاح جديد بعقد اجتماع للقيادة القطرية لحزب البعث والتي قررت بالإجماع إقالته مع رئيس الأركان اللواء الركن مصطفى طلاس من منصبيهما. لم ينصع الأسد للقرار وتمكّن في 16 تشرين الثاني 1970 بمساعدة عدد من الضباط البعثيين الكبار والقطع الموالية له في القوات المسلحة العربية السورية من الانقلاب على صلاح جديد ورئيس الجمهورية نور الدين الأتاسي وسجنهما مع العديد من قيادات البعث، وذلك فيما أسموه الحركة التصحيحية في حزب البعث.
بعد استلامه قيادة حزب البعث الحاكم عام 1970 أسس الأسد عددًا من الأجهزة الإستخباراتية (المخابرات العسكرية والمخابرات الجوية وأمن الدولة والأمن السياسي) المرتبطة بمكتب الأمن القومي في حزب البعث مما أوجد نظامًا قويًا معتمدًا على القبضة الأمنيّة داخليًا وسلسلة من التحالفات خارجيًا مع الإتحاد السوفييتي والصين وكوريا الشمالية والتي ضمنت له قدرة البلاد على مواجهة أي تهديد من إسرائيل المعادية. كفل دستور 1973 الذي أصدره الأسد صلاحيات واسعة له ولحزب البعث، ونصّت مادته الثامنة على كون حزب البعث هو «الحزب القائد للدولة والمجتمع» ما حوّل عقائده وأفكاره إلى جزء من مؤسسات الدولة السورية والمناهج الدراسيّة فاحتكر الحزب المناصب العليا وحصل كبار أعضائه على سلسلة من الامتيازات الأخرى دون غيرهم من السوريين؛ مع شبه غياب للحريات السياسية والاقتصادية ومنظمات المجتمع المدني.

## تسلم الحكم
تولى منصب رئيس مجلس الوزراء ووزير الدفاع ونائب القائد الأعلى للجيش والقوات المسلحة في 21 تشرين الثاني 1970، ثم ما لبث أن أصبح رئيس الجمهورية العربية السورية وأمين عام حزب البعث العربي الاشتراكي والقائد الأعلى للجيش والقوات المسلحة في 22 شباط 1971 ليثبت في 12 آذار 1971 رئيسًا للجمهورية العربية السورية لمدة سبعة سنوات بعد إجراء استفتاء شعبي ليكون بذلك أول رئيس بعثي علوي في التاريخ السوري. وبعدها أعيد انتخابه في استفتاءات متتابعة أعوام 1978 و1985 و1992 و1999. وقد تولّى الحكم مدعومًا من الجيش العربي السوري، ونال استحسان الجماهير المرهقة في بادئ الأمر نتيجة الإصلاحات التي قام بها وبناؤه للجيش العربي السوري وتحقيق النصر في حرب تشرين التحريرية 1973.

### اتحاد الجمهوريات العربية 1971م

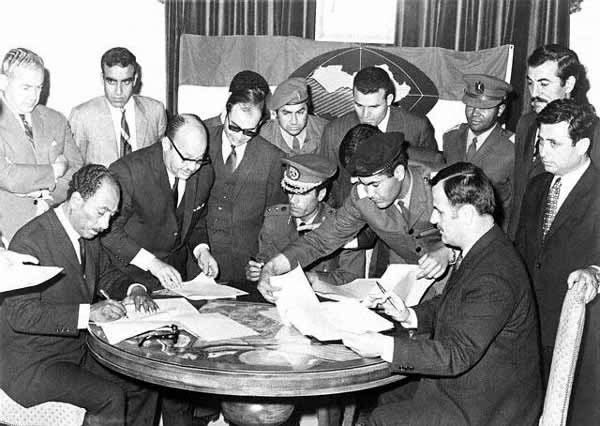
القذافي بين الرئيس السوري حافظ الأسد، و الرئيس المصري أنور السادات أثناء توقيع الاتفاقية في 1971.

أسس حافظ الأسد مع كل من الرئيس المصري أنور السادات، والرئيس الليبي معمر القذافي اتحاد الجمهوريات العربية وتم التوقيع على اتفاقية ودستور دولة اتحاد الجمهوريات العربية في بنغازي بتاريخ 18 نيسان 1971، وقد أجري عليه استفتاء شعبي في الأقطار الثلاثة في أول سبتمبر سنة 1971. وقد كان هذا الاتحاد يعد تحولاً في مفهوم القومية العربية وبناء نظام ديمقراطي واشتراكي يحمى حقوق المواطن ويصون حرياته الأساسية، ويدعم سيادة القانون. والاتفاق لم يتم تطبيقه عمليًا والسبب الأساسي لعدم نجاحه هو اختلاف الدول الثلاثة على بنود الاتفاقية ورفض حافظ الأسد لإتفاقية كامب ديفيد التي وقعها السادات مع إسرائيل.

### الدولة البعثية الموحدة بالعراق وسوريا

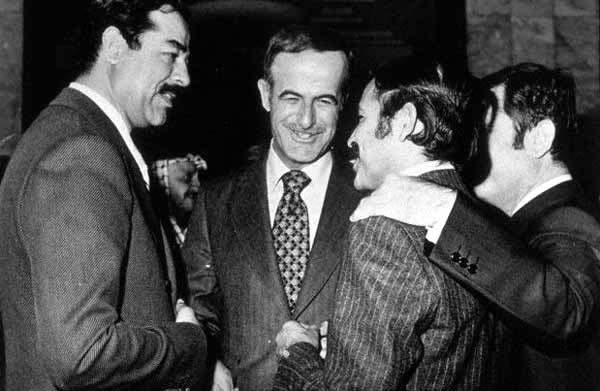
الرئيس حافظ الأسد في حديث مع صدام حسين ويتوسطهما وزير الخارجية السوري عبد الحليم خدام

في عام 1979 بدأ الأمين العام لحزب البعث السوري الرئيس حافظ الأسد بعقد معاهدات مع العراق التي يحكمها حزب البعث (الفرع العراقي) كانت ستقود إلى الوحدة بين الدولتين. وسيصبح الرئيس السوري حافظ الأسد رئيسا للدولة البعثية الموحدة وأحمد البكر سيصبح نائبا لحافظ الأسد في ذلك الاتحاد البعثي ولكن قبل حدوث ذلك تم عزل أحمد حسن البكر في 16 يوليو عام 1979م عن قيادة الحزب والدولة وأصبح صدام حسين بشكل رسمي الرئيس الجديد لحزب البعث الحاكم بالعراق. بعد ذلك بفترة وجيزة جمع قيادات حزب البعث العراقي في 22 يوليو عام 1979م بقاعة الخلد ببغداد وخلال الاجتماع الذي أمر بتصويره قال الرئيس العراقي صدام بأنه وجد جواسيس ومتآمرين عليه ضمن حزب البعث العراقي وقرأ أسماء هؤلاء الذين كانو ارتبطوا سراً حزب البعث السوري بقيادة حافظ الأسد. وتم وصف هؤلاء بالخيانة وتم اقتيادهم واحدا تلو الآخر ليواجهوا الإعدام رمياً بالرصاص خارج قاعة الاجتماع وعلى مسامع الحاضرين.

### قمع تمرد الإخوان المسلمين في الثمانينيات
وقعت محاولة اغتيال فاشلة للأسد والذي قام بعدها بحظر جماعة الإخوان المسلمين وشن حملة تصفية واسعة في صفوفها، وأصدر الأسد القانون 49 عام 1980 الذي يعاقب بالإعدام كل من ينتمي لجماعة الإخوان المسلمين.
وبعدها ذلك دخل في نزاع عنيف مع حركة الإخوان المسلمون في سوريا، والتي أعلنت العصيان ودعت لإسقاط النظام البعثي الحاكم، فتحول الصراع بين الحركة الإخوانية والدولة البعثية إلى صراع مسلح بعد أن قامت الحركة بعمليات اغتيال واسعه على المستوى السياسي والعلمي والديني والعسكري، وخاصة بعد تفجير مدرستي الأزبكية والمدفعية، ومحاولة اغتيال الوزراء والقيادات البعثية في عام 1981، فقام بتكليف القوات المسلحة السورية بالقضاء على العصيان، وبالأخص بعد سقوط مدينة حماة بيد الحركة، حيث دخل الجيش العربي السوري المدينة وقمع أي حركة مسلحة تهدف إلى القيام بانقلاب على الحكم البعثي فيما يعرف بمجزرة حماه عام 1982.

### رسالة الإمام عبدالعزيز بن باز لحافظ الأسد
على خلفية مجازر حزب البعث السوري ضد جماعة الإخوان المسلمين في الثمانينات أرسل مفتي السعودية الإمام عبد العزيز ابن باز برقية سرية باسمه عن المجلس الأعلى للجامعة الإسلامية في المدينة المنورة، موجهه للرئيس السوري حافظ الأسد، ونشرتها مجلة الاعتصام المصرية في يناير 1980، قال فيها ابن باز:
| حافظ الأسد | لقد هال المجلس الأعلى للجامعة الإسلامية المنعقد بالمدينة المنورة، والذي يحضره ممثلون من علماء المسلمين وقادة الفكر في العالم الإسلامي ما جرى ويجري في سوريا المسلمة، من إعدام وتعذيب وتنكيل بالمسلمين الذين يطالبون بتحكيم شريعة الله في المجتمع، وذلك تحت ستار حادثة حلب، التي نقلت وكالات الأنباء والصحف العربية والعالمية أنها تمّت بين أجنحة حزب البعث الداخلية، بسبب ما تشعر به أكثرية المواطنين السوريين من عنت وإرهاق وإهدار للقيم في كل الميادين. على صعيد الممارسات اليومية، ونتيجة الاختلاف في نوع الانتماء والولاء الطائفي. والمفروض أن يقضى على الأسباب الجذرية للفتنة، لا أن يسار في تعميق تلك الأسباب. كما أن الواجب أن يشجع الشباب المخلصون لدينهم ولأمتهم، ويوقف ما يتخذ ضدهم وضد أسرهم من إجراءات منكرة، تفويتاً لفرصة الكيد اليهودي، وضمانًا لوحدة الصف، والإفادة من كل الطاقات الخيرة في معركة المصير مع العدو المتربص، وحرصاً على أن تؤدي سورية المسلمة المعروفة بأصالتها دورها كاملًا غير منقوص في جهاد أعداء الإسلام. وقد بات هذا الأمر آكد وآكد بعد ما ارتكبته العصابات اليهودية الحاقدة وأعوانها صباح مساء في جنوب لبنان، لأغراض معروفة. إن المجلس الأعلى للجامعة الإسلامية يأسف أشد الأسف لما يجري في هذا البلد الغالي من سفك دماء الذين ينشدون ما هو واجب على كل حكومة تؤمن بالله ورسوله، من تحكيم شرع الله تعالى، والعودة إلى ما كانت به عزيزة قوية مرهوبة الجانب، حين قامت للدنيا أسمى حضارة عرفها الإنسان. ويستغرب المجلس الأعلى أشد الاستغراب أن تكون هذه الدعوة في بلد إسلامي عريق جرمًا يستوجب أهله الاعتقال والإيذاء والقتل، دون أن يسمح للمتهم بأدنى قدر من الحرية لجلاء الحقيقة. وإننا لنهيب بكم وبكل الحكام في كل البلاد العربية والإسلامية أن يجمعوا الصفوف على كلمة الله، وتطبيق شريعته، ويعدوا العدة، ويوحدوا القوى، في ظلال العقيدة الإسلامية، وحب الجهاد والاستشهاد، فذلك طريق النصر والفلاح. والله غالب على أمره ولكن أكثر الناس لا يعلمون. | حافظ الأسد |

### التحالف السوري الإيراني

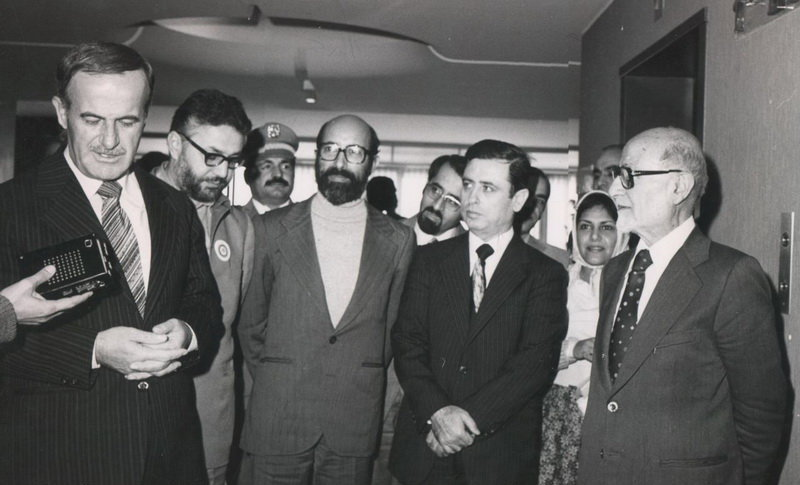
الرئيس السوري حافظ الأسد ووزير الخارجية السوري عبد الحليم خدام في إستقبال اللواء مصطفى شمران وزير الدفاع الإيراني بعد نجاح الثورة الإسلامية عام 1979م

تغيرت العلاقات الإيرانية السورية جذرياً بعد قيام الثورة الإيرانية عام 1979. انتهى تحالف سوريا الاستراتيجي مع مصر في نفس الوقت تقريباً بسبب معاهدة مصر مع إسرائيل. مثلت إيران بعد الثورة الإسلامية فرصة للرئيس السوري حافظ الأسد لإيجاد ثقل جديد لإسرائيل وتركيا، الخصوم الإقليميين لسوريا. وصفت في كثير من الأحيان العلاقات بين البعثيين السوريين ونظام الثورة الإسلامية بطهران ب«محور المقاومة والممانعة». غير أن الرئيس السوري حافظ الأسد لم يقم بزيارة لإيران حينما كان مرشد الثورة الإيرانية آية الله الخميني على قيد الحياة، بما أن آية الله الخميني لم يعتبر الأسد مسلماً حقيقياً بل إعتبره بعثيا علمانيا. لذلك فإن العلاقات بين البلدين لا تعتمد على الأسباب الدينية، لأن سوريا دولة بعثية علمانية، في حين أن إيران جمهورية إسلامية. بدلاً من ذلك، العلاقات بينهما تدفعها النقاط السياسية والاستراتيجية المشتركة.
وكان من الجبهات الرئيسية الأولى للتحالف السوري الإيراني الحرب العراقية الإيرانية. فخلال الحرب العراقية الإيرانية، وقفت سوريا مع إيران ضد العراق وتم عزلها من قبل السعودية وبعض البلدان العربية، باستثناء ليبيا و‌لبنان و‌الجزائر و‌السودان و‌عمان. كونها واحدة من الحلفاء العرب القلائل لإيران خلال الحرب العراقية الإيرانية، أغلقت سوريا خط أنابيب النفط العراقي خط أنابيب كركوك–بانياس لحرمان العراق من الإيرادات النفطية. ودربت سوريا أيضًا الإيرانيين في تقنية صناعة الصواريخ، وزود الأسد إيران بصواريخ سكود الروسية بين عامي 1986 و 1988. قدمت إيران لسوريا الملايين من براميل النفط المجانية والمخفضة طوال الثمانينات. بالإضافة إلى ذلك، كان مرشد الثورة الإيرانية الإمام آية الله الخميني مقيداً في إدانته لالصراع بين الحكومة السورية و جماعة الإخوان المسلمين في الثمانينات.
وكان المجال الرئيسي الثاني للتعاون بين البلدين في لبنان خلال الحرب الأهلية اللبنانية. حيث أنشأ ودرب الحرس الجمهوري السوري والحرس الثوري الإيراني، جماعة حزب الله اللبناني لنشر أيديولوجية المقاومة وصد الغزو الإسرائيلي لجنوب لبنان عام 1982. ونظر حافظ الأسد إلى قوات حزب الله اللبناني كأداة مفيدة ضد إسرائيل المعادية لسوريا وطريقة لإنشاء تأثير سوري أكبر في الشؤون الداخلية اللبنانية.
كان بين سوريا وإيران خلافات عرضية في السياسة الخارجية. والتزمت سوريا في أواسط إلى أواخر الثمانينات، بدعم حركة أمل في لبنان، حتى وإن حاولت إيران تحقيق أقصى قدر من السلطة لحزب الله في جنوب لبنان. على الرغم من أن إيران كانت غير موافقة للغاية حول التدخل بقيادة الولايات المتحدة الأمريكية للإطاحة بصدام حسين من الكويت، فقد شاركت سوريا في التحالف الدولي لتحرير الكويت. ومع ذلك، فإن هذه الخلافات لم تهدد بتقويض العلاقة بين البلدين.

### الحرب الأهلية اللبنانية
قام الجيش العربي السوري بعام 1976 بمحاولة فض المعركة بين قوات اليمين اللبناني وحركة فتح بمخيم تل الزعتر، إلا أن الفلسطينيين قاموا بقصف القوات السورية بطريق الخطأ، فكان رد الجيش السوري خاطفًا. وانخرط بشكل فعلي في الحرب الأهلية اللبنانية بعد اجتياح إسرائيل للبنان مانعًا حدوث قلاقل أكبر، وطبق هناك سياسة «لا غالب ولا مغلوب» عن طريق حفظ توازن القوى بين كل الأطراف اللبنانية وذلك إلى أن حصل على تفويض من جامعة الدول العربية في مؤتمر الطائف لمساعدة الأطراف اللبنانية المتصالحة بالسيطرة على لبنان. ولكن قائد الجيش اللبناني الجنرال ميشيل عون رفض إتفاق الطائف لأنه يسمح لسوريا بالسيطرة على لبنان ولكن وبعد معارك ضارية مع الجيش اللبناني استطاع حافظ الأسد إقصاء الحنرال عون من قصر بعبدا الرئاسي في 13 أكتوبر 1990 بعملية عسكرية سورية فاستدعي عون إلى السفارة الفرنسية في بيروت وبقي هناك لفترة من الزمن حتى سمح له من بعدها بالتوجه إلى منفاه في فرنسا في 28 أغسطس 1991.

### حرب الخليج 1990 (تحرير الكويت)
عندما غزا صدام حسين الكويت في أغسطس عام 1990، وقف حافظ الأسد إلى جانب الكويت واعتبر العدوان العراقي تهديدًا خطيرًا لمصالح سوريا. كانت العلاقة بين الأسد وصدام متوترة منذ زمن بعيد، إذ كان بينهما عداء متبادل، وكان الأسد يرى أن سوريا ستكون الهدف التالي لصدام في حال انتصاره في الكويت.
وبناءً على ذلك، انضمت سوريا إلى التحالف الدولي بقيادة الولايات المتحدة، وأرسلت ما يصل إلى 20,000 جندي للدفاع عن السعودية.

### حرب الاستنزاف
في أوائل عام 1974، بعد تحرير القوات المسلحة السورية مدينة القنيطرة. شنت سوريا حربا، غير مقتنعة بالنتيجة التي انتهى إليها القتال في محاولة لاسترداد وتحرير باقي أراضي الجولان، وبعد توقف القتال على الجبهة المصرية شنت سوريا حرب استنزاف ضد القوات الإسرائيلية في الجولان، تركزت على منطقة جبل الشيخ، واستمرت 82 يوماً كبدت فيها الجيش الإسرائيلي خسائر كبيرة.
توسطت الولايات المتحدة، عبر الجولات المكوكية لوزير خارجيتها هنري كيسنجر، في التوصل إلى اتفاق لفك الاشتباك العسكري بين سوريا وإسرائيل. نص الاتفاق الذي وقع في حزيران (يونيو) 1974 على انسحاب إسرائيل من هضبة الجولان السورية التي احتلتها عام 1967 .
في 24 يونيو رفع الرئيس السوري حافظ الأسد العلم السوري في سماء مدينة القنيطرة المحررة، إلا أن الإسرائيليين كانوا قد عمدوا إلى تدمير المدينة بشكل منظم قبل أنسحابهم، وقررت سوريا عدم إعادة إعمارها قبل عودة كل الجولان للسيادة السورية.

## الصعيد الداخلي والخارجي
على الصعيد الداخلي تم بناء أكثر من جامعة في عهده منها جامعة تشرين في اللاذقية وجامعة البعث في حمص. كما عمل على تحرير المرأة ومساواتها بالرجل واعتبرها نصف المجتمع. وشجع الرياضة والرياضيين، وتم في عهده استضافة ألعاب البحر الأبيض المتوسط.
كما أنه جعل حزب البعث العربي الاشتراكي هو الحزب القائد في الدولة والمجتمع.
وعلى الصعيد الخارجي استمر في رفضه اتفاقية كامب ديفيد التي وقعت بين مصر وإسرائيل مناديًا بحل شامل للقضية الفلسطينية، إلى أن قامت منظمة التحرير الفلسطينية بتوقيع اتفاقية أوسلو بعام 1993 م منفردة وهو الأمر الذي اعتبره خيانة. وفي عام 1998 م تمت عدة محاولات لإتمام اتفاقية سلام بين سوريا وإسرائيل تحت إشراف الراعي الأمريكي، لكن إصراره على استرداد كامل أرض الجولان التي احتلت في حرب 1967 حال دون إتمام أي اتفاق.

## انتهاكات مسندة إلى حافظ الأسد

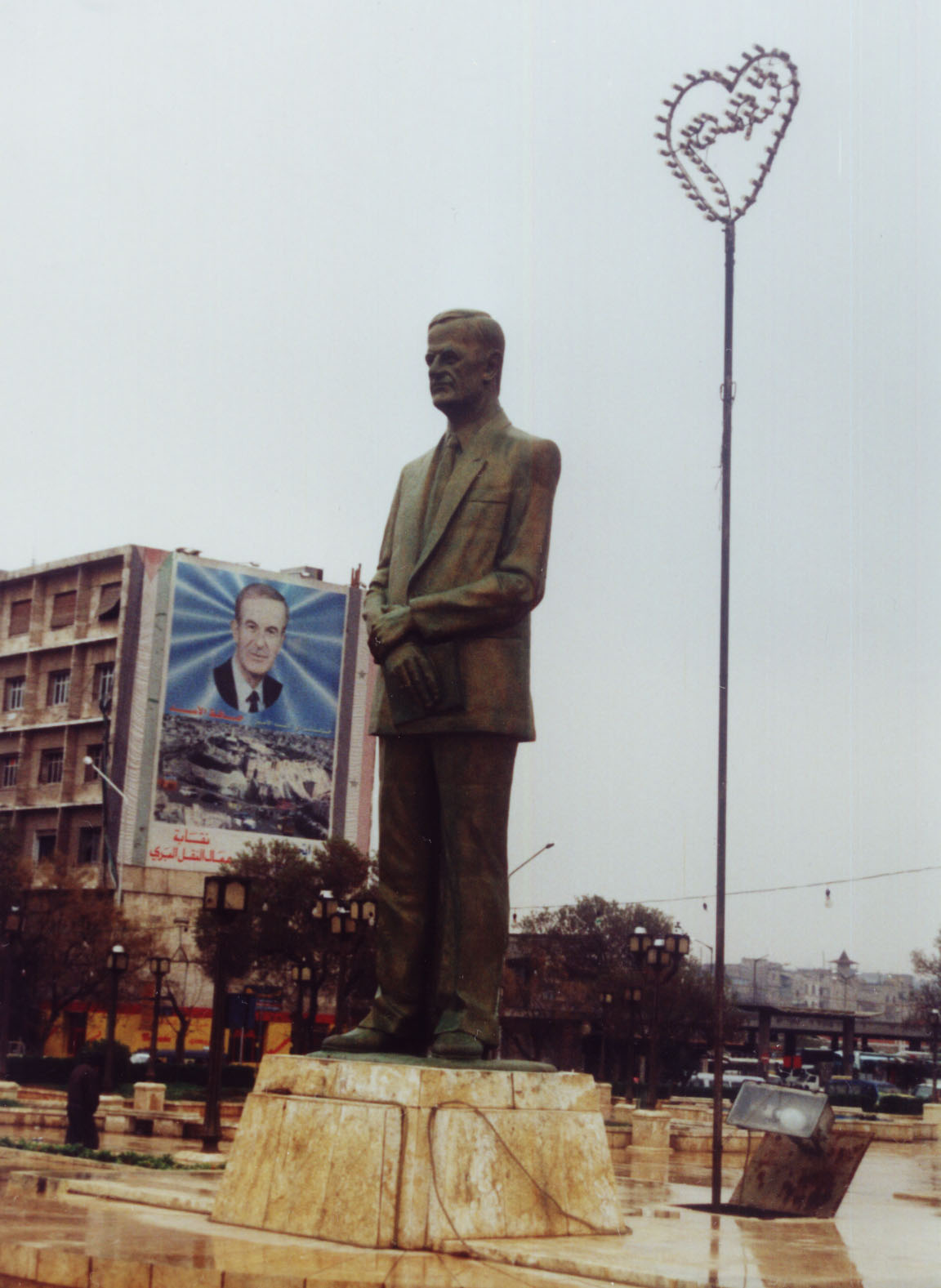
تمثال حافظ الأسد في محافظة حلب عام 2001 م

### مجزرة جسر الشغور 1980
حدثت مذبحة جسر الشغور في 9 آذار 1980 بين قوات النظام البعثي السوري وسوريين معارضين للأسد من منتسبي جماعة الإخوان المسلمين في جسر الشغور بسبب مهاجمة مسلحين من جماعة الإخوان المسلمين لثكنات عسكرية للجيش ومكاتب لحزب البعث في المدينة في إطار احتجاجات مناهضة لنظام الأسد ذو البنية البعثية العلمانية في سوريا حيث أمر الأسد بصفته القائد الأعلى للقوات المسلحة الجيش بإرسال فرقة من قوات الصاعقة المدربة تدريب جيد بواسطة المروحيات من مدينة حلب إلى منطقة جسر الشغور وهي منطقة ما بين اللاذقية وحلب وقام الجيش السوري بقصف بلدة جسر الشغور بالصواريخ ومدافع الهاون ودمر المنازل والمحلات التجارية وأسفر ذلك عن مقتل وجرح العشرات من الناس. وألقي القبض على مئتي شخص على الأقل. في اليوم التالي أمرت محكمة عسكرية برائاسة العماد مصطفى طلاس بإعدام أكثر من مائة من المعتقلين بتهمة الانتساب لجماعة الإخوان المسلمين.

### مجزرة حي المشارقة 1980
مجزرة حلب حدثت في حي المشارقة صباح يوم عيد الفطر الموافق 11/8/1980 على يد النظام السوري بقيادة الرئيس حافظ الاسد وقد خلفت أكثر من 100 قتيل دفنتهم جرافات سلاح المهندسين بالجيش في حفر جماعية وبعضهم كان جريحا ولم يفارق الحياة بعد.

### مجزرة سجن تدمر 1980
شهد سجن تدمر العسكري الواقع في مدينة تدمر الصحراوية، نحو 200 كلم شمال شرق العاصمة السورية دمشق، واحدة من كبريات المجازر التي وقعت أوائل ثمانينيات القرن العشرين.
وقد نفذت المجزرة في عهد الأسد الأب، وتحديدا بتاريخ 27 يونيو/حزيران 1980 م، وأودت بحياة مئات السجناء من مختلف المستويات الاجتماعية والسياسية، غالبيتهم محسوبون على جماعة الإخوان المسلمين المعارضة لحزب البعث السوري.

### مجزرة حماة 1981
حدثت هذه المجزرة بحسب أحد التقارير بعد هجوم فاشل شنته جماعة الإخوان المسلمين على نقطة تفتيش أمنية قرب أحد مكاتب حزب البعث في مدينة حماة. وبعد ذلك قامت وحدات من القوات الخاصة السورية واللواء 47 بالانتشار في حماة وبدأت بتفتيش المنازل إضافة إلى عزلها أحياء بعد اندلاع قتال في الشوارع. وتم فرض حظر التجول ودخلت قوات من الجيش السوري إلى المدينة. تم إعدام ما لا يقل عن 350 رجل كما جرح 600 آخرين، عشوائياً على أيدي قوات الجيش في الفترة بين يوم الخميس 23 أبريل 1981 والأحد 26 أبريل 1981. تم اختيار الذكور الذين لا تقل أعمارهم عن 14 عاما.

### مجزرة حماة 1982
هي أوسع حملة عسكرية شنها الأسد الأب ضد جماعة الإخوان المسلمين في حينها، وأدت إلى مقتل أكثر من 60,000 ألف من أهالي محافظة حماة. بدأت المجزرة في 2 شباط عام 1982 واستمرت 27 يوماً. حيث قام الجيش السوري وسرايا الدفاع ووحدات من الحرس الجمهوري والقوات الخاصة بتطويق مدينة حماة وقصفها بالمدفعية ومن ثم اجتياحها عسكريا، وارتكاب مجزرة مروعة كان ضحيتها عشرات الآلاف من المدنيين من أهالي المدينة، كان من ضمن المشاركين في المجزرة آصف شوكت صهر الأسد وشقيقه رفعت الأسد وسفير سوريا في العراق سابقا نواف الفارس

### تفجيرات بيروت 1983
تفجيرات بيروت 1983 هي تفجيرات بشاحنين مفخخين. استهدفا مبنيين للقوات الأميركية والفرنسية في بيروت وأودى بحياة 299 جنديا أمريكيا وفرنسيا في 23 من أكتوبر عام 1983.
وأعلنت حركة الجهاد الإسلامي المدعومة من حافظ الأسد مسؤوليتها عن الحادث ولكن تظن المخابرات الأمريكية CIA أن حركة الجهاد الإسلامي ما هي إلا اسم حركي للتغطية عن مسؤولية سوريا عن التفجيرات أو هي مجموعة مدعومة سرا من سوريا 

### اغتيال الرئيس اللبناني بشير الجميل
الكثير من أصابع الاتهام كانت قد أشارت إلى مسؤولية إستخبارات حافظ الأسد عن اغتيال رئيس لبنان بشير الجميل بسبب تحالفه مع إسرائيل ضد الأسد.

### مجزرة ضد الجيش اللبناني عام 1990
وقعت مجزرة 13 أكتوبر في 13 أكتوبر 1990، خلال الفترة الأخيرة من الحرب الأهلية اللبنانية واكتمال احتلال الأسد الأب للأراضي اللبنانية، عندما أعدمت المخابرات العسكرية السورية المئات من جنود الجيش اللبناني بعد استسلامهم للجيش السوري.

### تعذيب في سجون المخابرات السورية
بحسب منظمة هيومان رايتس ووتش فإن سوريا تحت حكم حزب البعث بقيادة الأسد الأب تحتل المركز 154 دوليًا من حيث حقوق الإنسان، يعود ذلك إلى منع إنشاء أحزاب السياسية والرقابة على المنشورات السياسية والإنترنت ومختلف وسائل الاتصال، فضلاً عن وجود عقوبة الإعدام لكل من ينتمي لجماعة الإخوان المسلمين أو يتعاون مع إسرائيل وأيضا وضع السجون المتردي، ووجود عمليات تعذيب في السجون السرية التابعة للمخابرات، وسواها من انتهاكات حقوق الإنسان.

## أسرته

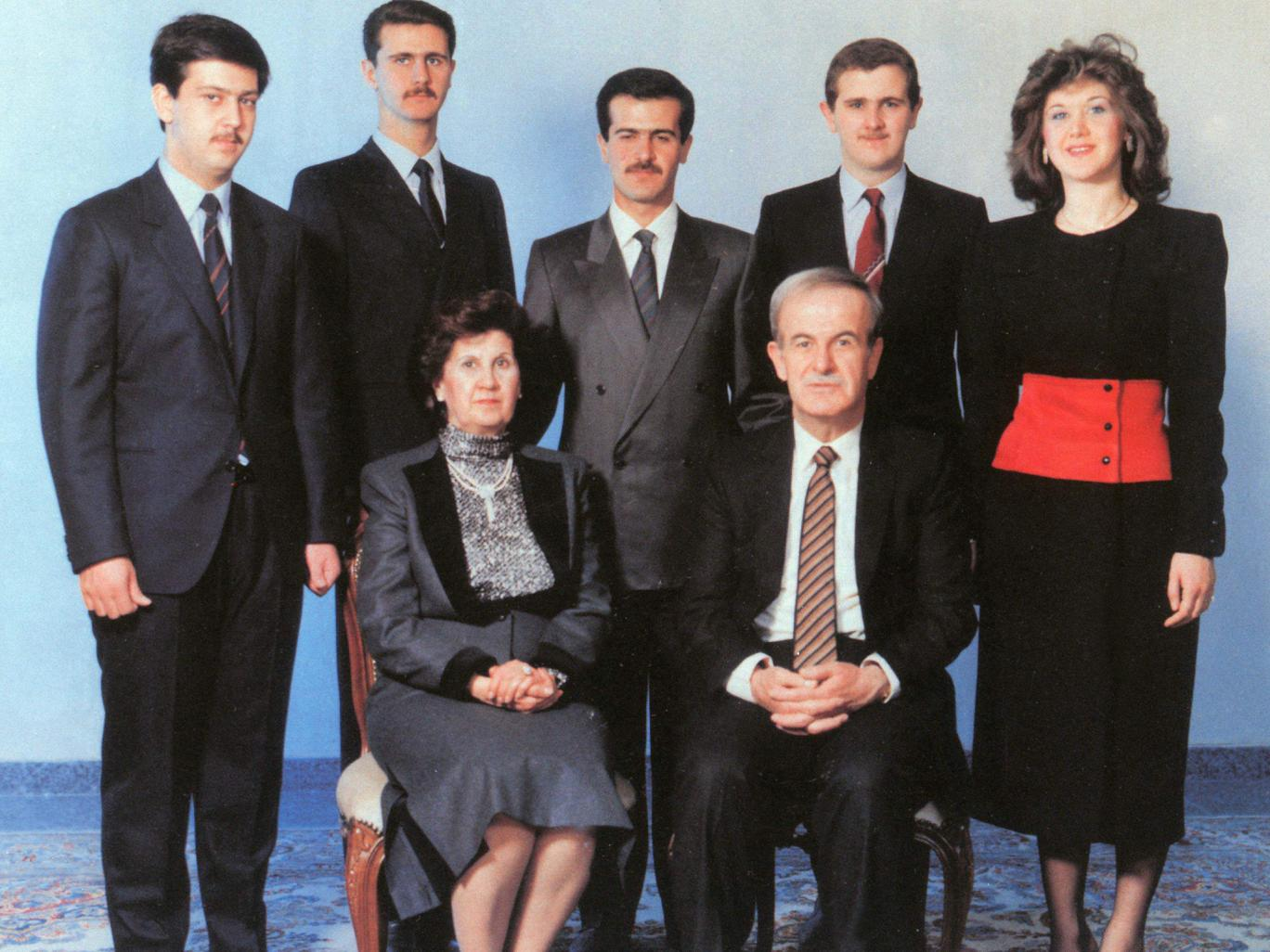
عائلة الرئيس حافظ الأسد من اليمين : بشرى الأسد ومجد الأسد وباسل الأسد وبشار الأسد وماهر الأسد

تزوَّج حافظ الأسد أنيسة مخلوف، ولديهما بنت وأربعة أبناء هم: بشرى الأسد، باسل الأسد، بشار الأسد، مجد الأسد، ماهر الأسد.

## وفاته ودفنه

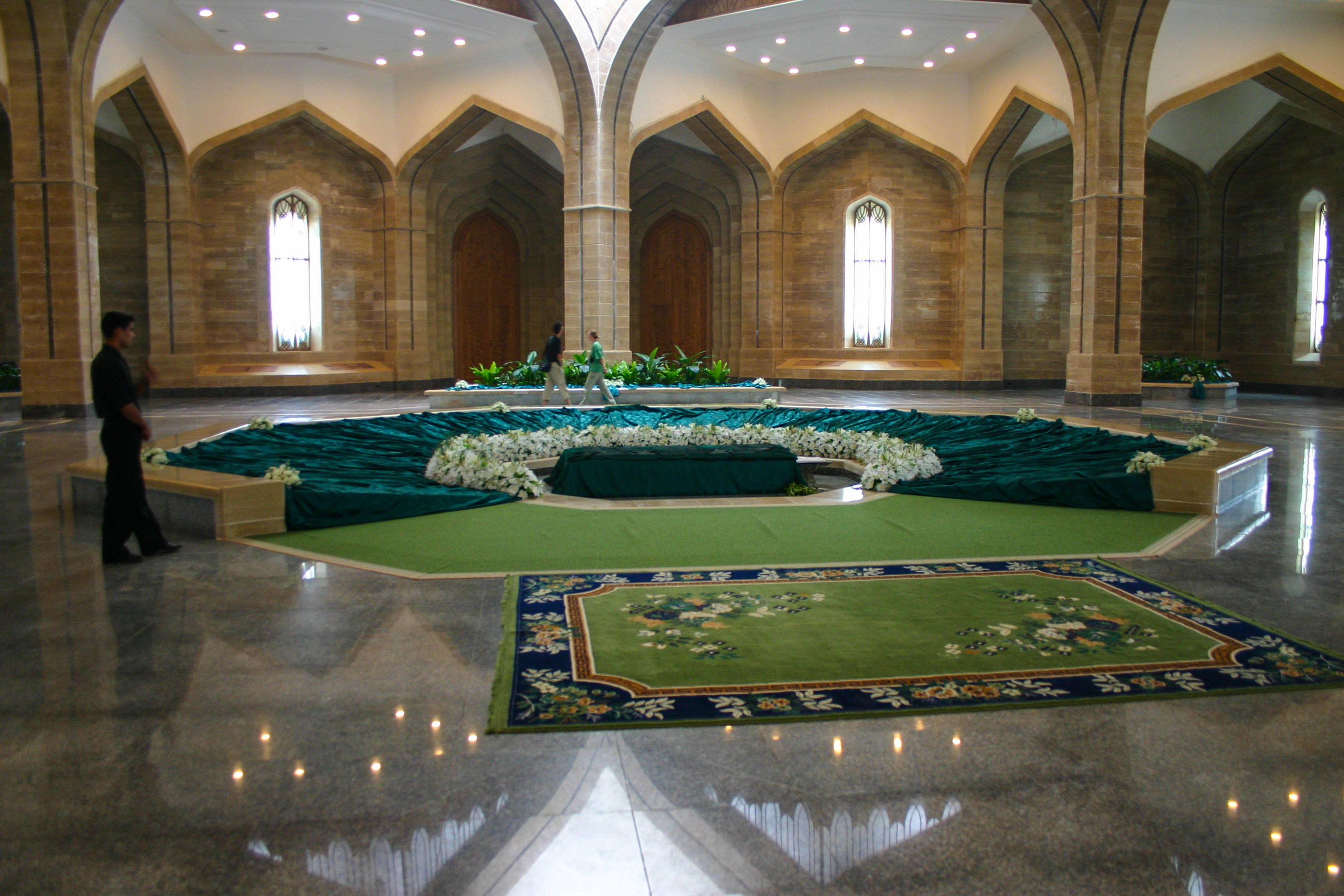
ضريح الرئيس السوري حافظ الأسد بقرية القرداحة بمحافظة اللاذقية بالساحل السوري

في 10 يونيو 2000، توفي حافظ الأسد عن عمر ناهز 69 عامًا إثر نوبة قلبية أثناء مكالمة هاتفية مع رئيس الوزراء اللبناني سليم الحص.
أُعلن حداد رسمي لمدة 40 يومًا في سوريا و7 أيام في لبنان. كما أعلنت كل من مصر، إيران، الأردن، عُمان، فلسطين، ليبيا، المغرب، الإمارات العربية المتحدة، اليمن، الكويت، وقطر حدادًا وطنيًا لمدة ثلاثة أيام. وقد أُقيمت جنازته بعد ثلاثة أيام من وفاته.
شُيِّع حافظ الأسد في مدينة اللاذقية ودُفن في القرداحة مسقط رأسه دُفن حافظ الأسد في مسقط رأسه القرداحة إلى جانب ابنه باسل، في ما أصبح يُعرف باسم "ضريح القائد الخالد".، شارك العديد من الشخصيات الدينية والسياسية والعربية في مراسم الدفن، منهم وزيرة الخارجية الأمريكية مادلين أولبرايت التي رأسَت وفدَ بلادها بدلًا من الرئيس الأمريكي بيل كلينتون، والعاهل الأردنِّي الملك عبد الله الثاني بن الحسين، وولي عهد السعودية الأمير عبد الله بن عبد العزيز آل سعود، والرئيس المصري حسني مبارك، والرئيس الإيراني محمد خاتمي، والرئيس اليمني علي عبد الله صالح، والرئيس اللبناني إميل لحود. إضافة إلى وجوه أسرته؛ ولدَيه بشار الأسد وماهر الأسد وصهره اللواء آصف شوكت نائب مدير المخابرات العسكرية السورية، وكبار المسؤولين السوريين منهم وزير الدفاع العماد أول مصطفى طلاس، ورئيس الأركان العماد علي أصلان، ونائب رئيس الجمهورية العربية السورية عبد الحليم خدَّام، وكبار القادة الأمنيين، وقيادات حزب البعث الحاكم، وأعضاء مجلس الشعب، ورئيس مجلس الوزراء، وجميع الوزراء السوريين، وشخصيات دينية وإسلامية كـ الشيخ محمد سعيد رمضان البوطي، والسيد علي مكي. وأمَّ المصلِّين في صلاة الجنازة الشيخ محمد سعيد رمضان البوطي.
وبعد وفاته، انتقلت السلطة إلى ابنه بشار الأسد بدعم من الموالين لحزب البعث، مما جعل سوريا أول جمهورية عربية تؤسس نظامًا وراثيًا للحكم.
في 11 ديسمبر 2024، وبعد الإطاحة بابنه بشار عقب 13 عامًا من الحرب الأهلية، أقدم مقاتلون من المعارضة على إشعال النيران في ضريح حافظ الأسد وإحراق قبره من الداخل. وقد نُشرت مقاطع فيديو على الإنترنت تُظهر مسلحين وهم يحرقون القبر ويتبولون عليه.
وفي 28 أبريل 2025، أظهرت صور ومقاطع فيديو على مواقع التواصل الاجتماعي قيام أشخاص مجهولين بنبش القبر، ووفقًا للتقارير، فقد تم نقل رفاته إلى مكان غير معروف.

## معرض صور

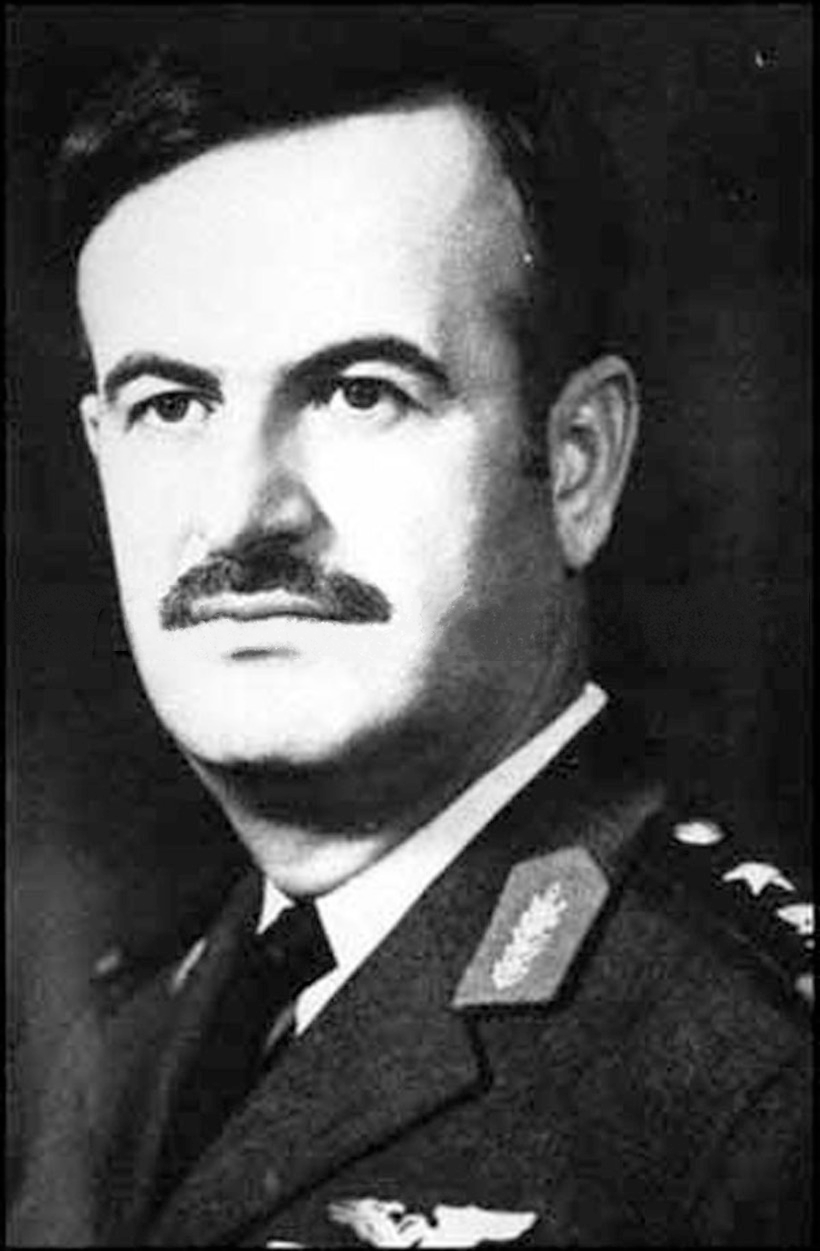
حافظ الأسد وزيرا للدفاع عام 1966 في عهد حكم حزب البعث
علم حزب البعث العربي الإشتراكي
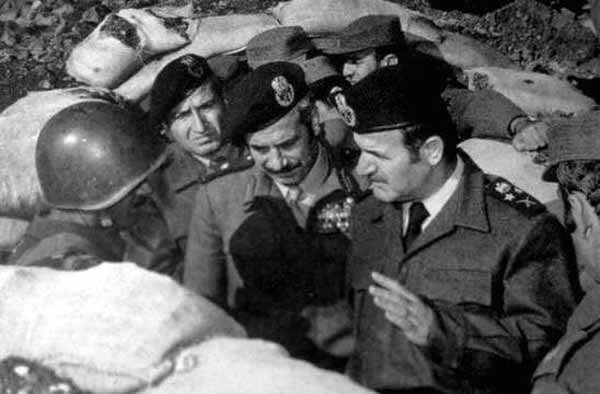
الرئيس حافظ الأسد ووزير الدفاع مصطفى طلاس يتفقدان أحد مواقع الجيش إبان الحرب على إسرائيل عام 1973
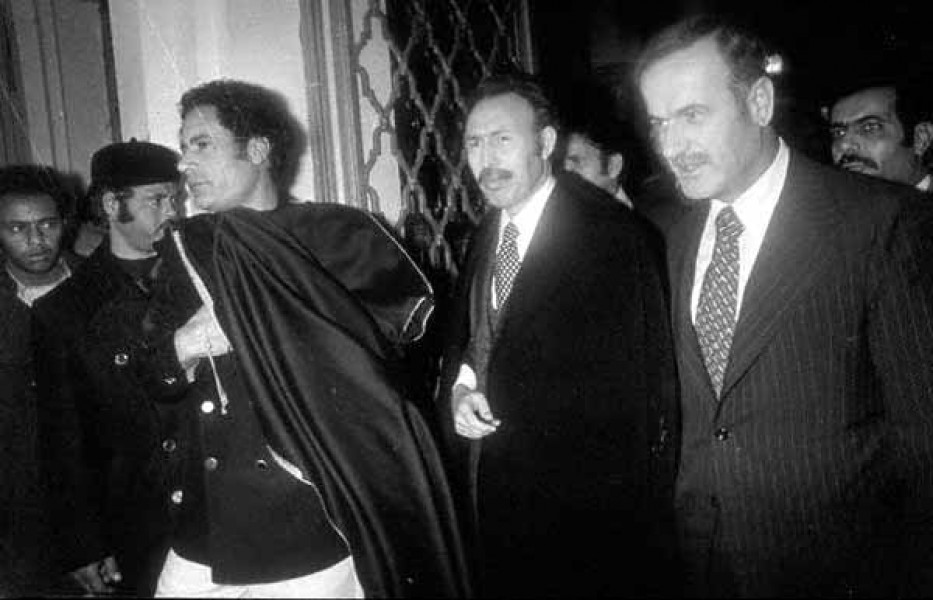
حافظ الأسد بجانب الرئيس الجزائري هواري بومدين والزعيم الليبي معمر القذافي
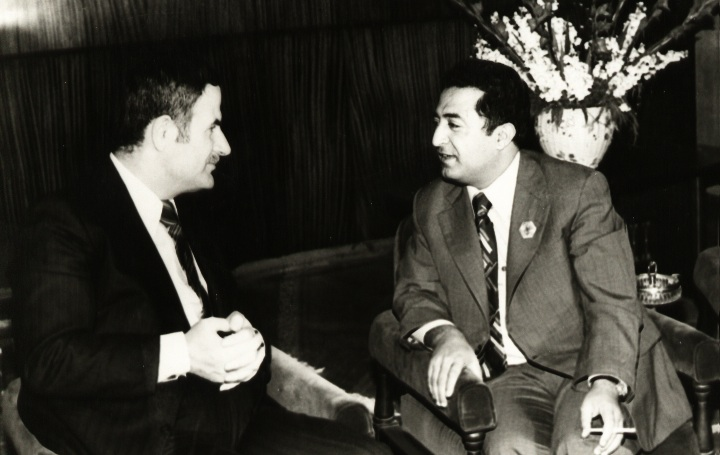
حافظ الأسد في لقاء مع الرئيس اليمني إبراهيم الحمدي
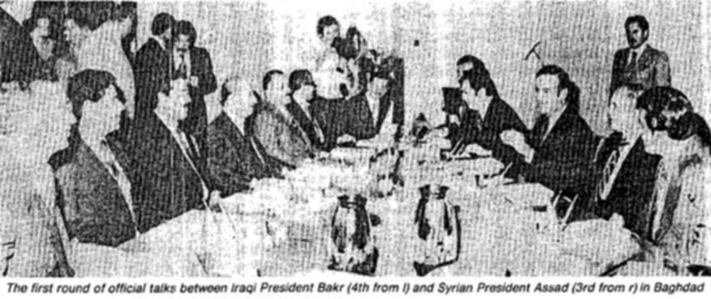
حافظ الأسد في اجتماع مع نظرائه البعثيين العراقيين بالعاصمة بغداد عام 1978
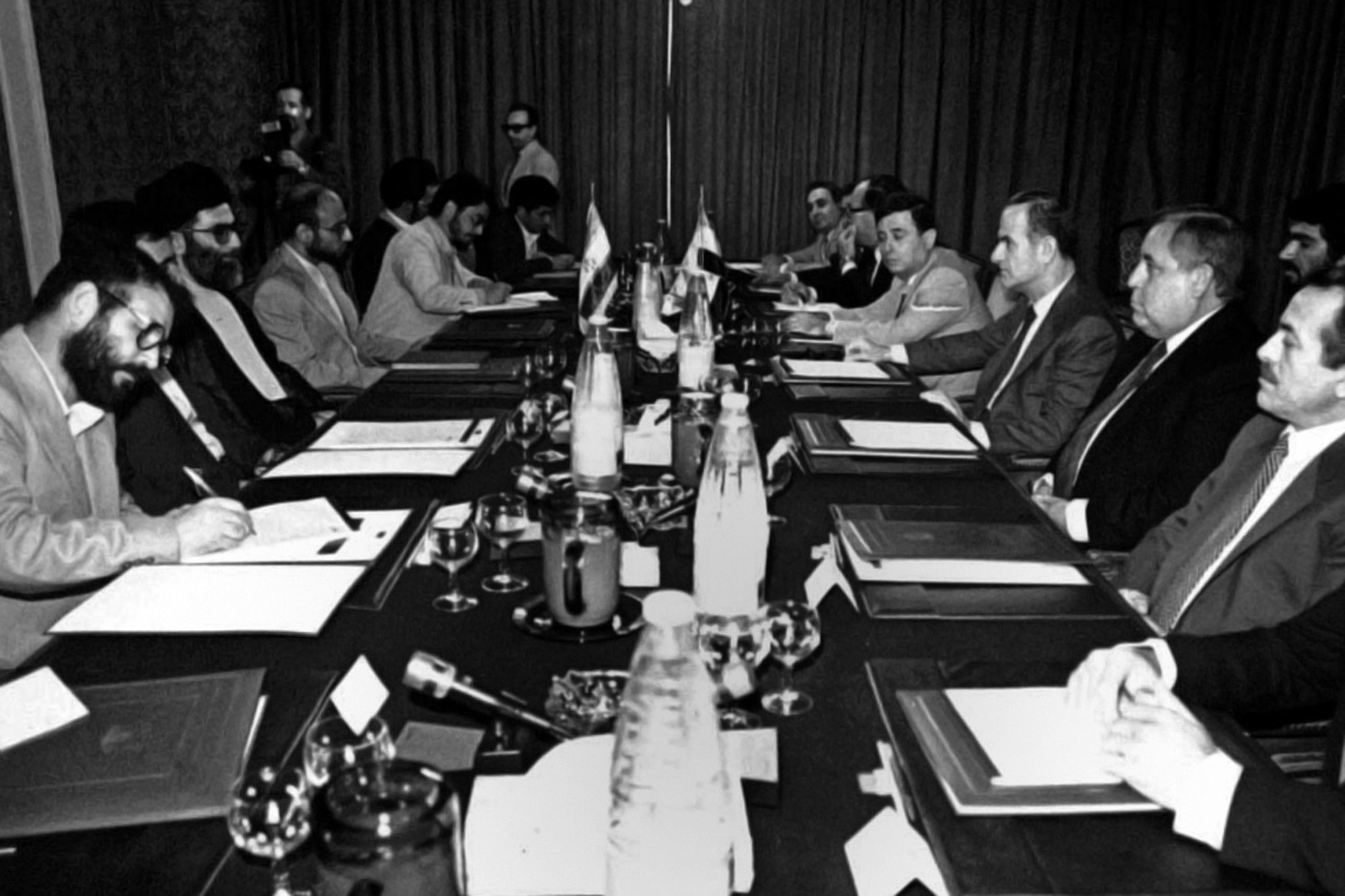
حافظ الأسد في اجتماع مع الرئيس الإيراني علي خامنئي بالعاصمة دمشق عام 1984
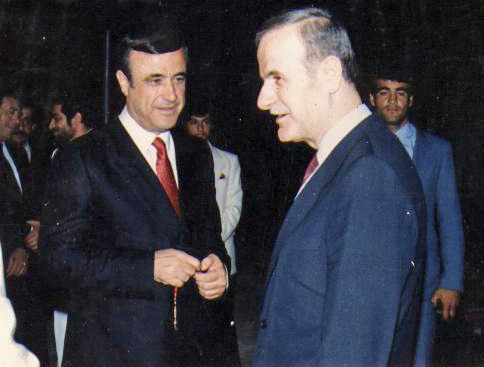
حافظ الأسد مع أخيه رفعت الأسد في اللاذقية في الثمانينات

## روابط خارجية
- حافظ الأسد على موقع IMDb (الإنجليزية)
- حافظ الأسد على موقع الموسوعة البريطانية (الإنجليزية)
- حافظ الأسد على موقع مونزينجر (الألمانية)
- حافظ الأسد على موقع إن إن دي بي (الإنجليزية)